# آشغال‌های دوست‌داشتنی
آشغال‌های دوست‌داشتنی فیلمی به کارگردانی، نویسندگی و تهیه‌کنندگی محسن امیریوسفی محصول سال ۱۳۹۱
ایران است. این فیلم که دربارهٔ حوادث بعد از انتخابات سال ۱۳۸۸ است از دولت محمود احمدی‌نژاد موفق به دریافت مجوز پخش نشد و از دولت حسن روحانی نیز نتوانست پروانه نمایش برای سی‌ودومین جشنوارهٔ فیلم فجر دریافت کند. سرانجام پس از شش سال توقیف، در اواخر بهمن ۱۳۹۷ موفق به دریافت مجوز اکران شد و مورد استقبال عموم قرار گرفت. در دی ۱۳۹۸ مشخص شد که بهروز وثوقی در نسخه اصلی این فیلم بازی کرده‌است و دلیل توقیف هفت ساله فیلم حضور او بوده‌است.

## خلاصه داستان
فیلم در مورد وقایع خاص انتخابات سال ۸۸ است. داستان آشغال‌های دوست‌داشتنی در خانه یک پیرزن که با دخترخالهٔ میانسالش (سیما) زندگی می‌کند، می‌گذرد. در یکی از روزهای بعد از انتخابات که تجمع مخالفان انتخابات و معترضان در خیابان‌های تهران برقرار است عده‌ای از تجمع‌کنندگان فراری از دست نیروهای امنیتی وارد خانه پیرزن می‌شوند و در آنجا مخفی می‌شوند. بعد از خروج از خانه متوجه علامتی بر روی درِ خانه پیرزن می‌شوند و طبق شایعه‌های آن روزها به پیرزن خبر می‌دهند که آنها احتمالاً در روزهای آینده به خانه او مراجعه خواهند کرد و آن‌جا را می‌گردند پس به پیرزن هشدار می‌دهند که اگر در خانه‌اش چیز مشکوک و مسئله‌سازی دارد آن را از خانه خارج کند تا مشکلی برایش به وجود نیاید و داستان تازه از اینجا شروع می‌شود.
بر اتاق خانه پیرزن چهار قاب عکس از چهار مرد وجود دارد. قاب عکس بزرگتر متعلق به همسر پیرزن است که ظاهراً از طرفداران مصدق بوده‌است که در جریان کودتای ۲۸ مرداد برایش اتفاقی می‌افتد و با اینکه طرفدار نظام پادشاهی است اما پس از انقلاب به حج رفته و تغییر رفتار می‌دهد. مرد دوم پسر بزرگ پیرزن است که در جنگ ایران و عراق شهید شده‌است. قاب عکس سوم متعلق به برادر اوست که از اعضای یکی از گروه‌های کمونیستی بوده‌است که در جریان اتفاقات دهه شصت اعدام می‌شود و قاب عکس چهارم هم متعلق به پسر کوچکتر پیرزن است که در دانشگاه‌های خارج از کشور فارغ‌التحصیل شده‌است و همان‌جا زندگی می‌کند.
روند داستان به گفتگوی خیالی این چهار نفر با پیرزن در جریان شبی می‌گذرد که او خیال می‌کند فردا به سراغش خواهند آمد.

## بازیگران
| بازیگر          | نقش         | توضیحات                              |
| --------------- | ----------- | ------------------------------------ |
| شیرین یزدان بخش | منیر خانم   | همسرمحمدعلی،مادرامیر،رامین،خواهرمنیر |
| بهروز وثوقی     | محمدعلی خان | سکانس‌های بازی وی از فیلم حذف شده     |
| هدیه تهرانی     | سیما        | دخترخالهٔ منیر و منصور                |
| اکبر عبدی       | محمدعلی خان | همسر منیر                            |
| صابر ابر        | امیر        | پسر بزرگ منیر و محمدعلی              |
| حبیب رضایی      | رامین       | پسر کوچک منیر و محمدعلی              |
| شهاب حسینی      | منصور       | برادر منیر،همسرسیما                  |
| میرطاهر مظلومی  |             | مأمور                                |
| نگار جواهریان   | دختر جوان   | دوست سیما                            |
| هوشنگ قوانلو    |             | همسایه منیر                          |

## جوایز
| بخش                      | نامزد          | نتیجه    |
| ------------------------ | -------------- | -------- |
| بهترین کارگردانی         | محسن امیریوسفی | نامزدشده |
| بهترین بازیگر نقش اول زن | شیرین یزدان‌بخش | نامزدشده |
| بهترین فیلمنامه          | محسن امیریوسفی | برنده    |
| بهترین تدوین             | مصطفی خرقه‌پوش  | نامزدشده |
| بهترین صدابرداری         | محمود سماک‌باشی | نامزدشده |

## حاشیه‌ها
- در مهر ۱۳۹۳، کمیسیون فرهنگی مجلس شورای اسلامی با ارسال نامه‌ای به وزارت فرهنگ و ارشاد اسلامی، خواستار عدم صدور مجوز اکران این فیلم و ۷ فیلم دیگر شد که از آنها با عنوان «فیلم‌های مرتبط با فتنه» نام برده شده‌است. به گفته احمد سالک:[۷] «برخی فیلم‌ها با این که مجوز فیلمنامه و تولید دریافت کرده‌اند اما در هنگام ساخته شدن، به حاشیه رفته‌اند و نمایش آنها به مصلحت نظام نیست.»
- در دی ۱۳۹۴، شهاب حسینی، از جمله بازیگران این فیلم، با اعلام اینکه «موضع‌گیریِ محمد حیدری دبیر جشنواره سی‌وچهارم فیلم فجر در قبال فیلم «آشغال‌های دوست داشتنی» و اطلاق اصطلاحِ «معضل» به این اثر که با مجوز قانونی وزارت محترم ارشاد ساخته شده و طی چند دوره گذشته در محاق بدبینی و سیاه‌نگری قرار گرفته» و به دلیل آنچه «نبود نگاهی نو و اندیشه‌ای تازه» در جشنواره فیلم فجر عنوان کرد، از سمتِ خود به‌عنوان مشاور این جشنواره استعفا داد.[۱]
- این فیلم بالاخره در بهمن ۱۳۹۷ اکران شد که در هفته اول نمایش بیش از یک میلیارد تومان فروش داشت. به نظر می‌رسد استقبال مخاطبان به دلیل مضمون و نوآوریهایی است که در فیلمبرداری و جلوه‌های ویژه آن صورت پذیرفته‌است.
- عدم پخش تیزر در صدا و سیما: با توجه به اینکه فیلم در بستر اتفاقات انتخابات ۱۳۸۸ دارد و همچنین ماهیت فیلم که به موضوع سانسور تاریخ اشاره دارد، صدا و سیما از ابتدا از پخش تیزر این فیلم سینمایی سرباز زد.[۸]
- تحریم در سینماهای حوزه هنری: مجموعه سینماهای این سازمان که از معروفترین آنها سینما آزادی تهران است و سابقه تحریم فیلم‌های متعددی همچون «خصوصی»، «گشت ارشاد»، «من مادر هستم» و «عرق سرد» را در کارنامه خود دارد، اکران این فیلم را نیز در سینماهای زیر مجموعه خود ممنوع کرده‌است؛ فیلمی که صدور مجوز اکران آن ۶ سال طول کشیده‌است.[۹]